# Intakto
Intakto est un groupe canadien de musique, originaire du Québec.

## Biographie
Fondé en juillet 1995, le groupe Intakto est formé d'Alejandro Venegas, chanteur-guitariste d’origine chilienne, et de Simon Claude, violoniste classique québécois. Leur premier album, lauréat du Prix Félix du meilleur album de musique du monde en 2003 et nommé pour un prix Juno la même année, devient un succès de vente avec plus de 25 000 copies vendues.  En 2003, le groupe est également nommé à l’ADISQ pour le meilleur album de musiques du monde en 2003.
Après le succès de leur album éponyme sorti en 2002, Intakto poursuit son aventure avec Todavia sorti en avril 2007, sous l’étiquette Justin Time/Fusion 3, réalisé par Nicolas Maranda et Simon Claude,. Avec ce deuxième album, le groupe occupe à nouveau une place toute particulière sur la scène musicale locale et internationale. Après plus de 14 ans d'évolution, Intakto a donné plus de 400 concerts au Canada, aux États-Unis, en France et au Japon, lors d'événements comme le Festival international de jazz de Montréal et le Festival d'été international de Québec, le groupe est de nouveau nommé à l’ADISQ pour le meilleur album de musiques du monde en 2007.
En 2016, le groupe sort son troisième album, Lazos,.

## Membres
- Alejandro Venegas – voix, guitare
- Simon Claude – violon
- Hugo Larenas – guitare
- Éric Auclair – contrebasse
- Jean Massicotte – piano

## Discographie

### Albums studio
- 2002 : Justin Time
- 2007 : Todavia
- 2016 : Lazos

### Participations
- Halifax Jazz Festival (1999)
- Atlantic International Jazz Festival (2004)
- Global Café Toronto Festival (2004)
- Jazz City Edmonton Festival (2004)
- Jazz Festival Calgary (2004)
- Victoria International Jazz Festival (2004)
- Festival international de jazz de Montréal (2001, 2003, 2007 et 2008)
- Festival d'été de Québec (2007)
- Festival Montréal en Lumières (2009)